# Pure Grinding
«Pure Grinding» es un sencillo realizado por el DJ y productor sueco Avicii, lanzada como sencillo en 2015. El tema aparece en su álbum Stories y en su EP de dos temas Pure Grinder / For A Better Day. Fue escrito por Tim Bergling (Avicii), Kristoffer Fogelmark, Albin Nedler y Earl Johnson. La canción se filtró previamente en Internet con el título "Nothing to Lose". También es parte de la banda sonora oficial del reinicio de Need for Speed de 2015. 

## Recepción
"Pure Grinder" recibió críticas mixtas a positivas por parte de los críticos. Will Hermes de Rolling Stone describió la canción como "música trap libre de restricciones, mezclada con un funk sintético",  mientras que Marcus Dowling de Insomniac señaló que un "productor amante de los sintetizadores más potentes y del drop pesado" habría beneficiado la canción. 

## Video musical
El video musical fue lanzado el 3 de septiembre de 2015. El vídeo muestra dos vidas de hombres: un hombre trabaja en el calor sudoroso del desierto en una cantera, picando y apilando ladrillos de piedra en su camión. Cuando el hombre regresa a casa, encuentra facturas vencidas y una esposa o madre discutidora que luego lo abandonó. Luego trabajó duro para pagar las facturas vencidas y finalmente lo logró. El otro hombre es un hombre rico y criminal. Él y su pandilla salen y roban una gasolinera e incluso disparan y matan al propietario. Luego intentan robar un banco. Los hombres usan sus armas para asustar a los empleados y retienen a algunos contra su voluntad para robar la caja fuerte. Cuando el hombre y sus socios llegan a la caja fuerte empiezan a apilar su dinero hasta que suena la alarma y los hombres huyen. Mientras la pandilla escapa, un hombre encierra al jefe en la caja fuerte con el dinero y el video termina con el hombre enfurecido y comienza a esperar su arresto.